# Borščiv
Borščiv (ukrajinsky Борщів, rusky Борщёв, polsky Borszczów) je město ležící na západní Ukrajině, v Čortkivském okresu Ternopilské oblasti, cca 105 km východně od Ternopilu. Historicky území patřilo k východní Haliči.

## Dějiny
Na místě dnešního města bylo ve staroruském období postaveno opevněné hradiště. Od konce 12. století kraj patřil k Haličsko-volyňskému knížectví, později k Polskému království. Město je poprvé zmiňováno roku 1456. Roku 1629 obdržel Borščiv magdeburská městská práva. Ve druhé polovině 17. století ovládli město na krátko Turci. Od prvního dělení Polska roku 1772 město sdílí dějiny s celou Haličí. Roku 1892 sem dorazila lokální železniční trať Čortkiv – Ivane-Puste.

## Název
Název města byl podle jedné hypotézy odvozen od rostliny borščevíku, která se používala jako přísada do jídel. Podle jiné pověsti název vznikl v 15. století, kdy v době tatarských vpádů utopili občané městečka jednoho tatarského vojáka v kotli s borščem.